# Amblystegium glaziovii
Amblystegium glaziovii là một loài rêu trong họ Amblystegiaceae. Loài này được Broth. mô tả khoa học đầu tiên năm 1924.